# Matter Eater Lad
Matter Eater Lad è un personaggio immaginario, un supereroe dell'Universo DC. È un membro della Legione dei Super-Eroi e possiede il potere di mangiare la materia sotto tutte le sue forme, come tutti i nativi del suo pianeta, Bismoll (presumibilmente un gioco di parole basato sul pepto-bismol, un medicinale che contrasta l'indigestione). Comparve per la prima volta in Adventure Comics n. 303 (dicembre 1963).

## Biografia del personaggio

### Pre-Ora Zero
Matter Eater Lad è il quindicesimo membro inserito nella Legione dei Supereroi, entrando nella squadra subito dopo Bouncing Boy. Nella sua prima comparsa, Matter Eater Lad spiegò le sue origini, dicendo di provenire dal pianeta Bismoll dove i microbi fecero sì che il cibo divenisse immangiabile, e così la popolazione sviluppò l'abilità di mangiare tutta la materia possibile come meccanismo di sopravvivenza. La madre di Tenzil si chiamava Mitz Kem, suo padre Rall. Suo fratello, Renkil, tentò di prendere il posto di Tenzil nella Legione durante una storia (Superboy n. 184). La loro vita di famiglia era molto dura. Ebbe una violenta cotta per Shrinking Violet, che fu presente per la maggior parte della serie dedicata alla Legione in Adventure Comics.
Comparve raramente nelle storie della Legione, in quanto gli scrittori trovavano difficile trovare dei modi in cui rendere utili i suoi poteri in combattimento, così venne solitamente descritto come un membro del sistema politico del suo pianeta grazie alla sua fama di Legionario. Durante una delle sue prime avventure nella politica, mise una buona parola per la sua conterranea, Calorie Queen, che aveva dei poteri simili ai suoi, ma che possedeva anche l'abilità di trasformare l'energia calorica in super forza. Matter Eater Lad ebbe comunque un momento di eroismo, salvando l'universo in Superboy and The Legion of Super-Heroes n. 251, mangiando quella che sarebbe dovuta diventare la Macchina dei Miracoli, anche se le energie liberate da questa lo lasciarono mentalmente instabile per anni; fu poi curato da Brainiac 5. Successivamente evitò la conquista di Bismoll da parte di un'armata delle repliche di Computo, grazie al supporto della Legione degli Eroi Sostituti (questa missione portò Polar Boy a sciogliere il gruppo e ad unirsi in modo appropriato alla Legione dei Supereroi). Non fu prima del lancio di Legion of Super Heroes vol. 4 che il personaggio divenne una figura importante nella serie della Legione. Keith Giffen, che ebbe un successo notevole con il suo rilancio umoristico della serie Justice League nel 1987, rinnovò Tenzil Kem come uno spirito libero che si ribellò contro la schiavitù virtuale del suo pianeta come senatore per diventare una celebrità dei multi-media, utilizzando le tasse del suo pianeta per finanziare numerosi show televisivi che gli permisero di lasciare Bismoll per numerosi viaggi sulla Terra, e su altri pianeti, in cerca di avventure e divertimenti. Mentre le avventure di Tenzil non lo fecero entrare nelle grazie dei governanti del suo pianeta, lo resero però molto più popolare tra la gente comune di Bismoll, facendo sì che mantenesse la sua carica di senatore. "Fidatevi di me, sono un senatore" fu una frase accattivante e divenne un tormentone durante quel periodo. Infine, Tenzil entrò in conflitto con il suo compagno Legionario Principe Evillo, fondatore dei Devil's Dozen, che lo mandò nella dimensione dell'Ade. Essendo tecnicamente "morto", Kem fu bandito dal suo ufficio dal partito dell'opposizione, così ne approfittò per lasciare Bismoll in cerca di avventure.
Durante la "Five Year Gap" dopo la Guerra della Magia, la Terra cadde sotto il controllo dei Dominatori, e si distaccarono dai Pianeti Uniti. Quando il Legionario Polar Boy fu ingiustamente imprigionato dal governo della Terra per aver parlato a discapito dei Dominatori, Tenzil viaggiò sulla Terra, e utilizzò la sua forza di volontà e il suo assurdo senso dell'umorismo per liberarlo. Tenzil si riunì alla Legione, e dato che la squadra stava operando senza l'assistenza dei Pianeti Uniti, le sue connessioni politiche e i favori a lui dovuti divennero importanti per la Legione. Infine, Matter Eater Lad sedusse e sposò l'ex nemica della Legione Saturn Queen.
Poco dopo, i membri altamente classificati dei Dominatori designati come "Batch SW6" fuggirono dalla prigione. Originariamente, i Batch SW6 comparvero come un gruppo di cloni dei Legionari, creati da campioni ottenuti prima della morte di Ferro Lad per mano del Mangiatore di Soli. Successivamente, quando si rivelarono essere dei duplicati di un paradosso temporale, ognuno di loro era altrettanto legittimo quanto le loro controparti. Dopo che la Terra venne distrutta in un disastro che ricordava la distruzione di Krypton avvenuta oltre un milione di anni fa, poche dozzine di città sopravvissute e i loro abitanti ricostruirono il loro mondo come Nuova Terra, e i Legionari SW6 - inclusa la loro versione di Matter Eater Lad  - rimasero con loro.

### Post-Ora Zero
Dopo gli eventi della miniserie Ora zero, la continuità della Legione fu completamente riscritta. Tenzil Kem (insieme a Bouncing Boy) furono reinseriti come parte dello staff civile di supporto della squadra. Tenzil, per esempio, serviva da chef personale. A differenza del Bouncing Boy post-Ora Zero (che infine si unì al gruppo come pilota) Tenzil non si unì mai al gruppo, anche se aiutò la Legione durante le battaglie in cui il loro quartier generale venne attaccato. A differenza della sua controparte pre-ora Zero, la saliva di Tenzil è simile ad un acido.

### Terzo rinnovamento
Tenzil Kem fu recentemente reintrodotto nella serie corrente della Legione come agente governativo, investigando sulla scomparsa di Cosmic Boy e la legalità delle sue azioni finali come leader della Legione. Sembrò avere gli stessi poteri della sua incarnazione precedente, scappando da una trappola mortale divorando un intero silos pieno di frumento. Strappò con un morso anche l'indice di una mano di Mekt Ranzz.

### Post-Crisi Infinita
Gli eventi della miniserie Crisi infinita ricostituirono un'analogia simile alla Legione della continuità pre-Crisi sulle Terre infinite, come visto nella storia "The Lightning Saga" comparsa in Justice League of America e in Justice Society of America, e nella storia "Superman and the Legion of Super-Heroes" in Action Comics. Matter Eater Lad fu incluso nei loro numeri ma come M.I.A. (Missed In Action, dall'inglese, scomparso in azione). In Final Crisis: Legion of Three Worlds n. 5, la versione SW6 di Matter Eater Lad fu tra i Legionari convocati dal multiverso per combattere contro Time Trapper.
In Superman n. 694, si scoprì che Matter Eater Lad fu mascherato da un amico di Mon-El, Mitch, proprietario di una caffetteria locale. Rivelò la sua identità salvando una donna dalle lamiere di una macchina in fiamme, permettendo a Mon-El di combattere una minaccia più grande.
Come rivelato in Action Comics vol. 2 n. 8, Matter Eater Lad fa parte di una squadra segreta inviata nel XXI secolo da R. J. Brande per salvare il futuro nella storia Last Stand of New Krypton.

## Altri media
In un episodio della serie animata Legion of Super Heroes, Matter Eater Lad comparve come partecipante nei Giochi Intergalattici, un evento simile alle Olimpiadi a cui partecipò anche Lightning Lad. Quando i Fatal Five attaccarono la competizione, Kem, insieme a Jo Nah di Rimbor, aiutò la Legione a sconfiggerlo, ad un certo punto mangiando l'impugnatura dell'Ascia Cosmica del Persuasore. Non ebbe nessuna battuta nella puntata. Ricomparve poi nell'episodio "The Sobstitutes", dove fece il provino per diventare membro della Legione dei Supereroi come Matter Eater Lad e fu preso. Si distinse mangiando tranquillamente un mostro mangia-ionosfera senza preoccupazione - e affermò che sapeva di pollo. In più, comparve nella puntata finale della prima stagione, "Sundown", aiutando a sconfiggere il Mangiatore di Soli. Ritornò nella prima puntata della seconda stagione, dove morse l'arma magica di Emerald Empress, l'Occhio Smeraldo di Ekron, e finendo accidentalmente in coma. Nell'episodio "In The Beginning", fu mostrato sveglio, ma sempre in ospedale. Nell'episodio in due parti "Dark Victory", lo si vide ritornare in piena attività.